# Từ Giấy
Từ Giấy (1921-2009) Thuở thiếu niên, Từ Giấy đã đỗ đầu cuộc thi luận Quốc văn toàn tỉnh Hà Đông khi mới 16 tuổi, là Giáo sư, nguyên Viện trưởng sáng lập Viện Dinh dưỡng quốc gia.

## Tiểu sử
Ông quê ở Khê Hồi, Hà Hồi, Thường Tín, Hà Nội; trú quán tại Khu tập thể 12A Lý Nam Đế, Hà Nội.

### Quá trình công tác
1945-1946: Y sĩ mặt trận miền Nam
1946-1952: Chủ nhiệm báo "Vui Sống", cơ quan truyền thông về dinh dưỡng và sức khỏe.
1952-1957: 
- - Trưởng phòng Phòng bệnh - Cục quân y
- - Trưởng ban Phòng bệnh quân đội - Mặt trận Điện Biên Phủ.

1957-1961: Học sau đại học ở Liên Xô.
1961-1966: Chủ nhiệm khoa Vệ sinh quân đội – Học viện quân y.
1966-1980: Viện trưởng Viện nghiên cứu ăn mặc, Phó cục trưởng cục Quân nhu (với các nghiên cứu về tiêu chuẩn ăn cho các quân binh chủng Quân đội, rau rừng ăn được, gạo 4 túi, lương khô… quân phục đặc chủng cho một số quân binh chủng để phòng chóng sóng cao tần…).
1980-1993: 
- Viện trưởng Viện Dinh dưỡng Quốc gia,
- Chủ nhiệm bộ môn dinh dưỡng trường Đại học Y Hà Nội.
- -Nguyên Chủ nhiệm hai chương trình nghiên cứu cấp Nhà nước về bữa ăn của nhân dân (64-02 và 64D).

1981 - 1990: Nguyên Chủ nhiệm chương trình PAM (WFP) 2651, gồm 24 triệu USD lương thực thực phẩm cho bà mẹ có thai, cho con bú và trẻ em suy dinh dưỡng.
1993-1999: 
- Cố vấn Kế hoạch Hành động Dinh dưỡng quốc gia (1995-2000)
- Chủ tịch Hội Dinh dưỡng Việt Nam
- Ủy viên chấp hành Hội vệ sinh phòng dịch Việt nam.
- Ủy viên sáng lập và thường vụ Hội làm vườn Việt nam.
- Chủ nhiệm chương trình phòng chống thiếu vitamin A và bệnh khô mắt.
- Phó Chủ tịch Hội liên liên hiệp quốc tế vệ sinh và y tế trường học (có trụ sở tại Paris)

## Qua đời
Ông mất ngày 13/11/2009 (tức ngày 27/9 năm Kỷ Sửu) tại Bệnh viện Trung ương Quân đội 108, hưởng thọ 89 tuổi.

## Khen thưởng
Do công lao và thành tích đóng góp cho sự nghiệp sức khỏe và dinh dưỡng, Từ Giấy đã được Nhà nước phong tặng:
- Huy hiệu 60 năm tuổi Đảng.
- Danh hiệu Anh hùng Lao động, 2000
- Giải thưởng nhà nước về khoa học và công nghệ, 2000
- Giải thưởng của Tiểu ban Dinh dưỡng - Liên hiệp quốc (Standing Committee on Nutrition - SCN) năm 2008.
- Tháng 10/2009 tại Hội nghị quốc tế về dinh dưỡng XIX (tại Thái Lan) GS Từ Giấy được vinh danh là một trong 20 "Huyền Thoại Sống của Ngành Dinh Dưỡng thế giới", ghi nhận những đóng góp lớn lao ở cấp quốc gia, khu vực và quốc tế.[2]
- Huân chương độc lập hạng nhì, 2004
- Huân chương Chiến công hạng nhất: Tổng hợp các thành tích hoạt động ở ngành Vệ sinh phòng dịch trong Kháng chiến chống Pháp.
- Huân chương Chống Mỹ cưú nước hạng nhất: Tổng hợp các thành tích hoạt động ở ngành Vệ sinh phòng dịch trong Kháng chiến chống Mỹ
- Huân chương Lao động hạng hai,1991: Xây dựng Viện Dinh dưỡng và lãnh đạo nghiên cứu 2 chương trình nghiên cứu cấp Nhà nước 64-02 và 64D.
- Huân chương chiến công hạng nhì vì thành tích trong chiến dịch Điện Biên Phủ.
- Huân chương chiến thắng hạng nhì vì thành tích trong kháng chiến chống Pháp.
- 3 Huân chương chiến sĩ  vẻ vang hạng nhất, nhì, ba.
- Huân chương quân công hạng hai vì thành tích trong kháng chiến Chống Mỹ
- Phong tặng học vị Giáo sư năm 1980
- Danh hiệu "Thầy thuốc nhân dân" tháng 3-1989: Tổng hợp thành tích đóng góp cho ngành Vệ sinh phòng dịch và Dinh dưỡng.
- Giải thưởng của Tạp chí Các vấn đề dinh dưỡng lâm sàng Châu Á và Thái Bình Dương bình chọn là "Nhà dinh dưỡng xuất sắc Châu Á và Thái Bình Dương năm 1993".
- Bằng khen của Hội Những người làm vườn Việt Nam – VACVINA theo quyết định số 6/QĐKT của Chủ tịch Hội, nguyên Phó Thủ tướng Nguyễn Ngọc Trìu ký ngày 6/1/1996 vì đã có thành tích "trong sự nghiệp xây dựng Hội và phát triển phong trào VAC".